# Mundo Gaturro
Mundo Gaturro (abreviado como mg) é um MMO (Massively Multiplayer Online Game) para crianças baseado no personagem Gaturro, criado pelo cartunista argentino Cristian Dzwonik (conhecido pelo pseudônimo Nik). O site foi desenvolvido em 2010 pela empresa argentina QB9 Entertainment, mesmo ano em que foi lançada uma adaptação cinematográfica do referido personagem. Em 2012 obteve um prêmio na categoria infantil do Prêmio Mate.ar, organizado por diferentes câmaras e organizações do setor de informática e comunicações da Argentina, como a CABASE, o CESSI, entre outros. 

## História
O Mundo Gaturro começou como um projeto de Nik em 2009, pensado como um jogo para crianças de 4 a 12 anos. Foi lançado oficialmente em todo o mundo em 2010, possuindo as funções básicas de um MMO, como missões, comércio, etc.
Em 2011 houve reformas no design para uma interface mais confortável. Mais tarde, em 2014, o telefone do jogador foi atualizado, adicionando aplicativos (que o jogador poderia comprar com moedas) e pequenas melhorias.[carece de fontes?]
Em 2016 foi lançado o Mundo Gaturro Pocket para Android e IOS, podendo ser jogado com servidores e locais exclusivos.
Em 2017, o jogo foi novamente atualizado, alterando o perfil do jogador de uma janela (semelhante à de Club Penguin) para uma seção menos invasiva abaixo e adicionando opções para o editor de roupas.
Em 2020, o Passaporte (assinatura VIP do jogo) foi temporariamente liberado a todos os jogadores devido à Pandemia de COVID-19 e, posteriormente, o preço foi reduzido.
Atualmente, apenas a versão para download pode ser usada devido ao encerramento do Adobe Flash.

## Jogabilidade
O jogo permite fazer amigos, bater papo, fazer missões, usar diversos tipos de roupas, transportes e efeitos, decorar a casa do jogador, comprar peças para ampliar a casa, usar um celular onde o jogador pode receber novidades, jogos, notícias e mensagens dos amigos. O Mundo gaturro também possui duas redes sociais, Picapon e Mafiroom. Além disso, enquanto o Picapon estava em manutenção, foi substituído pelo "Mundo Gaturro Mobile", para ser jogado em um celular, embora você só pudesse conversar e andar em um pequeno espaço verde, colocar roupas e penteados que eram gratuitos no início do Mundo Gaturro e mudar o sexo e a idade do avatar.

## Controvérsias
Uma das principais polêmicas deste jogo é a discriminação que existe nele. Alguns Gaturros, conhecidos como "Chetos", são conhecidos por insultar jogadores novatos. Os “chetos” costumam ter a casa cheia de objetos, skins de todas as cores que não o amarelo, efeitos, passaporte, vestimentas e meios de transporte, entre outros.